# Resen
Resen (kyrillisch Ресен; albanisch Resnja, indefinit Resnjë; türkisch Resne; griechisch Ρέσνα Resna) ist eine Stadt und eine Opština im Südwesten Nordmazedoniens in der Region Pelagonien. Der Große Prespasee liegt zehn Kilometer südlich.

## Geographie
Resen liegt am nördlichen Rand einer etwa 100 km² großen Hochebene, die sich nördlich des Großen Prespasees anschließt. Im Westen der Ebene erhebt sich das Galičica- und im Osten das Baba-Gebirge. Das Gemeindegebiet grenzt im Süden an Albanien und Griechenland.

## Bevölkerung
Die Opština Resen umfasst neben der eigentlichen Stadt noch weitere Ortschaften in der Umgebung. Sie hat 16.825 Einwohner (2002). Ethnisch sind die Mazedonier mit 76,07 % Bevölkerungsanteil in der Mehrheit. Zu den Minderheiten zählen die Türken mit 10,68 % und die Albaner mit 9,13 %. Eine eher kleine Minderheit sind die Roma mit 1,1 % Bevölkerungsanteil. Daneben gibt es noch andere Volksgruppen, die zusammen 3,03 % der Gemeindeeinwohner stellen.
Religiös teilen sich die Menschen in das Orthodoxe Christentum und in den Islam. Mazedonier gehören vor allem Ersterem und die Türken und Albaner Letzterem an.
In einem Haushalt leben in der Opština durchschnittlich 3,47 Personen. Die Bevölkerung ist recht jung: 25,16 % sind jünger als 20 Jahre alt.

## Geschichte

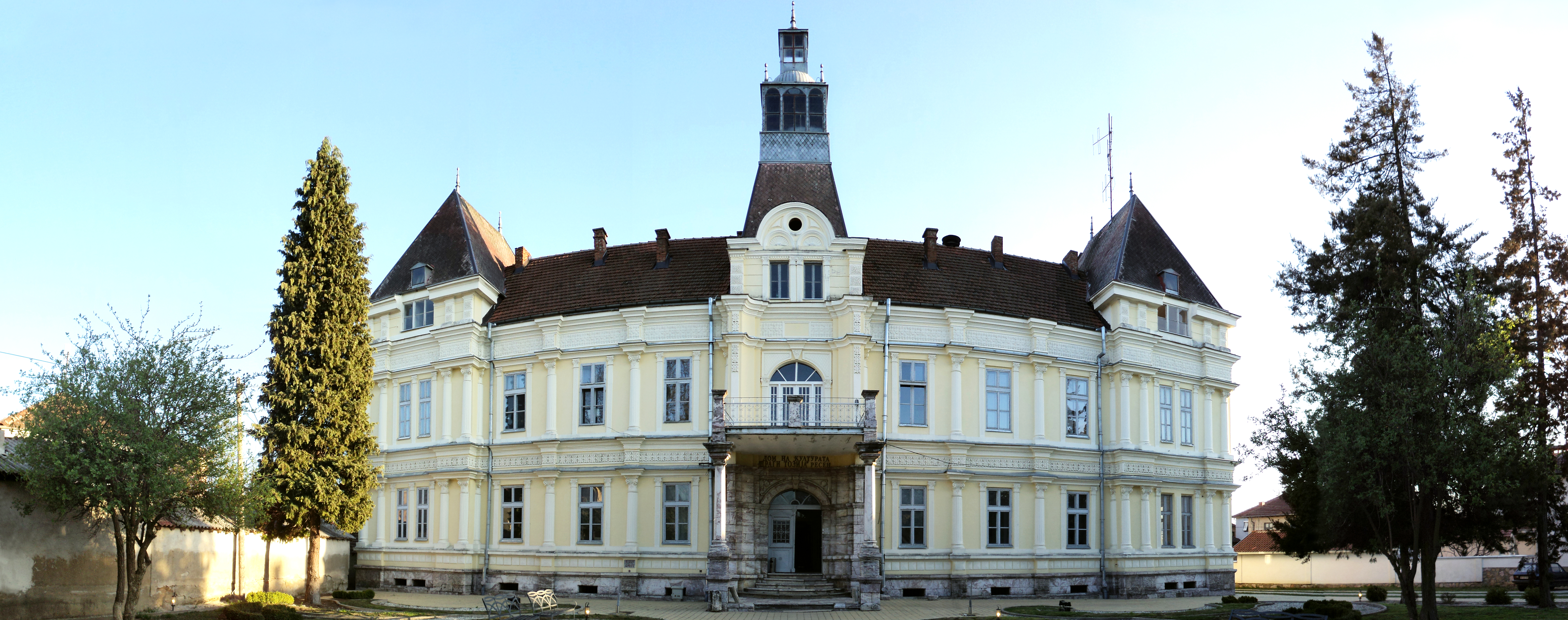
Das neoklassizistische Schloss von Ahmet Niyazi Bey aus dem 19./20. Jahrhundert

Auf eine frühere Besiedlung der Stadt und Umgebung deuten Meilensteine und andere archäologische Funde aus der Römerzeit hin. In der Antike befand sich im Ort eine römische Station der Römischen Staatspost an der strategisch wichtigen Römerstraße Via Egnatia.
Ende des 8. Jahrhunderts geriet Resen unter die Herrschaft des Ersten Bulgarischen Reichs. Nach der Schlacht von Kleidion siedelten sich einige erblindete überlebende Soldaten in der Gegend, weswegen sie von den Byzantinern Asamati („Siedlung der Einäugigen“) genannt wurde.
Ende des 14. Jahrhunderts kam Resen unter osmanische Herrschaft. Die 1866 wurde die bulgarische Kirchengemeinde gegründet die im gleichen Jahr eine einfache Klosterschule eröffnete. Über den Bulgarisch-griechischen Kirchenstreit berichtet 1875 der österreichische Vizekonsul in Monastir/Bitola Peter Oculi: Der 8 Stunden entfernt gelegene Marktflecken Resna hat eine Bevölkerung von 350 Familien, ausschließlich Bulgaren. Unter diesen erkennen 240 das Exarchat, die übrigen 110 das Patriarchat an, und kommen öfters Streitigkeiten über die Ausübung. Am 15. August 1894 wurde die bulgarisch-orthodoxe Kirche eingeweiht, die auch mit Geldern aus der Bevölkerung der benachbarten Städte von Bitola, Prilep, Kruševo, Ohrid und Struga gebaut wurde. Während dieser Feierlichkeiten wurde im Haus von Christo Tatartschew die Bulgarische Makedonien-Adrianopeler Revolutionäre Komitees (BMARK) gegründet, die für die Befreiung der bulgarischen Gebiete von den Osmanen kämpfte.
1908 startete hier unter der Leitung von Oberst Ahmet Niyazi Bey die jungtürkische Revolution, die zum Sturz Sultan Abdülhamids II. und der Modernisierung des Reiches führte. Das neoklassizistische Schloss (türkisch saray) von Ahmet Niyazi Bey wurde in dieser Zeit dem französischen Schloss Chenonceau nachgebaut.

## Kultur
In den mehrheitlich von Albanern bewohnten Dörfern im Süden der Opština, namentlich in Arvati, Asamati, Gorna Bela Crkva (alb. Kisha e Bardhë e Sipërme), Grnari (Gërnari) und Krani, wird noch ein toskischer Dialekt des Albanischen gesprochen, welcher zusammen mit demjenigen am Ohridsee und in den Regionen von Bitola und Kruševo zum „Nord-Toskischen“ gehört.

## Söhne und Töchter der Stadt
- Michail Tatartschew (1864–1917), bulgarischer Arzt, Chirurg und Revolutionär
- Andrei Ljaptschew (1866–1933), bulgarischer Politiker und ehemaliger Ministerpräsident Bulgariens
- Christo Tatartschew (1869–1952), bulgarischer Revolutionär und Gründer der BMARK
- Ahmed Niyazi Bey (1873–1913), osmanischer Offizier in der Osmanischen Armee und einer der jungtürkischen Anführer
- Simeon Radew (1879–1967), bulgarischer Schriftsteller, Publizist und Diplomat
- Ali Aliu (* 1934), Literaturwissenschaftler und Autor
- Simona Grozdanovska (* 1988), Handballspielerin